# 川甘蒲公英
川甘蒲公英（学名：Taraxacum lugubre）为菊科蒲公英属的植物，为中国的特有植物。分布于中国大陆的甘肃、青海、西藏、四川等地，生长于海拔2,800米至4,200米的地区，多生于高山草地，目前尚未由人工引种栽培。